# Курокава Кісьо

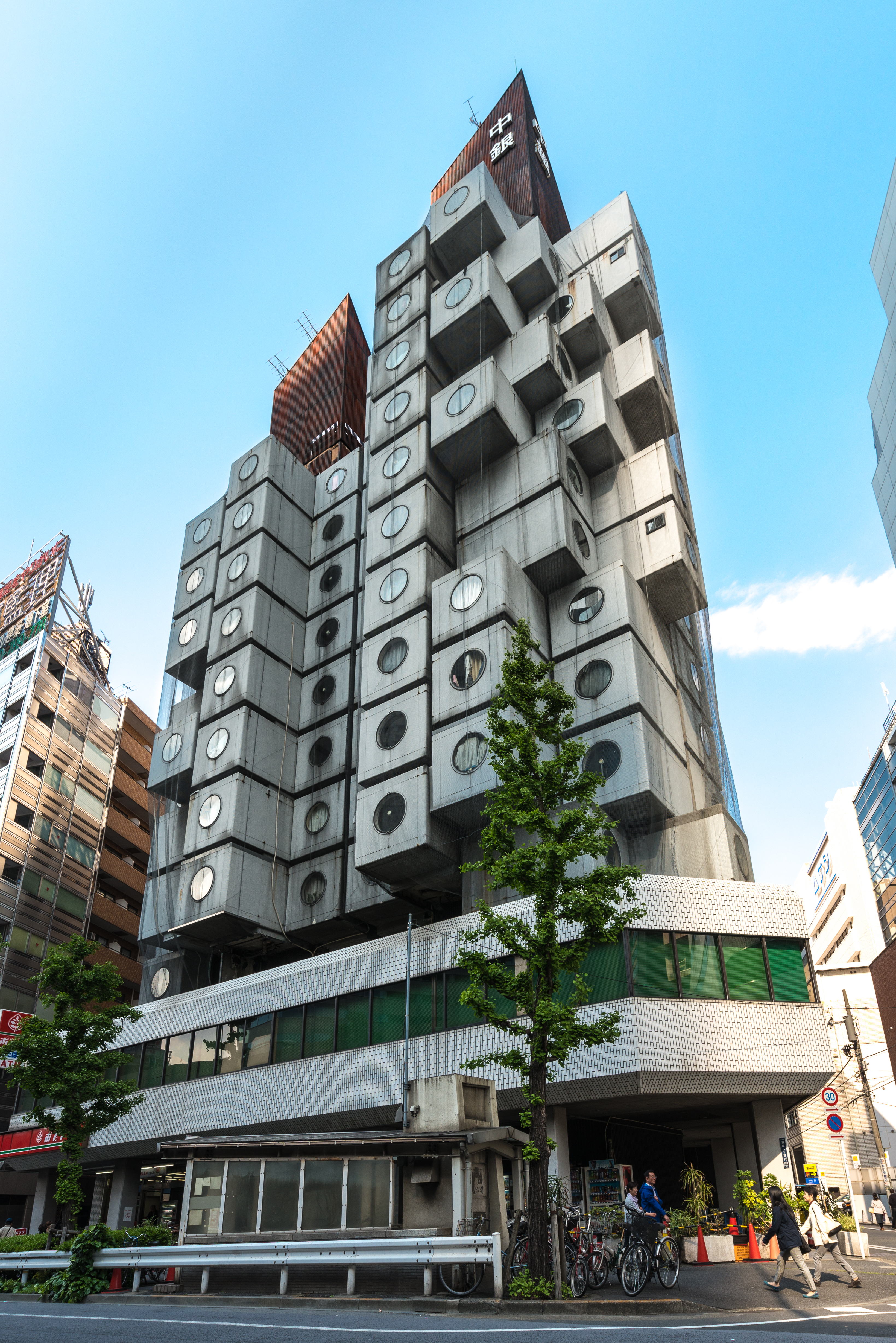
Вежа-Капсула Накагін

Кісьо Курокава (яп. 黒川 紀章 Kurokawa Kishō; нар. 8 квітня 1934 — пом. 12 жовтня 2007) — японський архітектор, один із засновників руху метаболістів в архітектурі. Член японської академії мистецтв. Був нагороджений Золотою медаллю французької академії архітектури.

## Біографія
Курокава народився в містечку Каніє префектури Айті. Після закінчення середньої школи 1953 року він вступив до Кіотського університету. Здобувши ступінь бакалавра (1957) Курокава продовжив навчання в Токійському університеті. Його вчителем був Кендзо Танге.
Разом із колегами 1960 року він заснував Метаболістський рух, члени якого були відомі як метаболісти. Це був радикальний японський напрям в авангардному архітектурному мистецтві якому притаманне злиття та переробка в азійському контексті різноманітних архітектурних стилів.
Помер у віці 73 років від серцевої недостатності 12 жовтня 2007 року.

## Галерея фото обраних творів

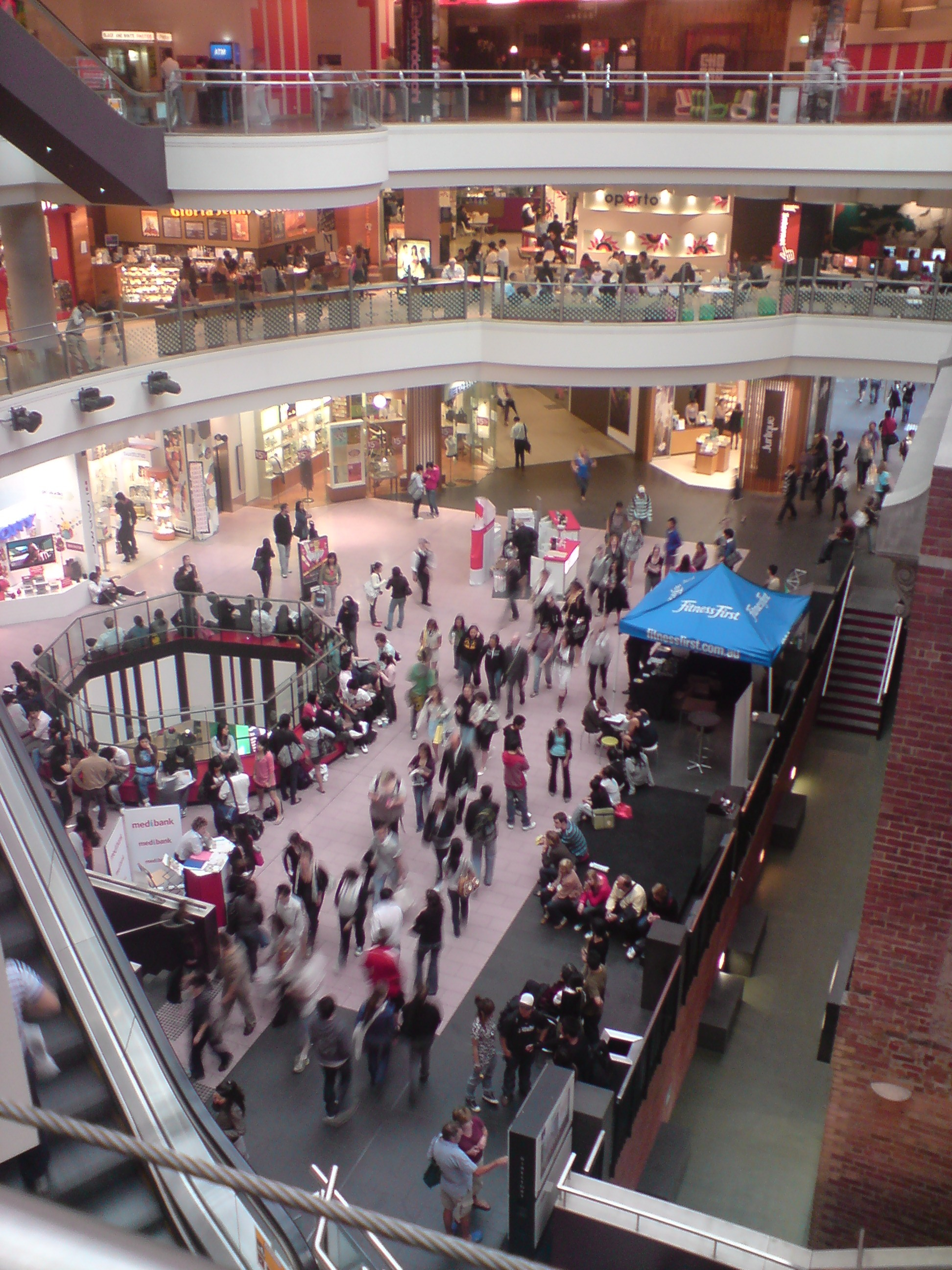
Melbourne Central(Мельбурн, Австралія, 1988)
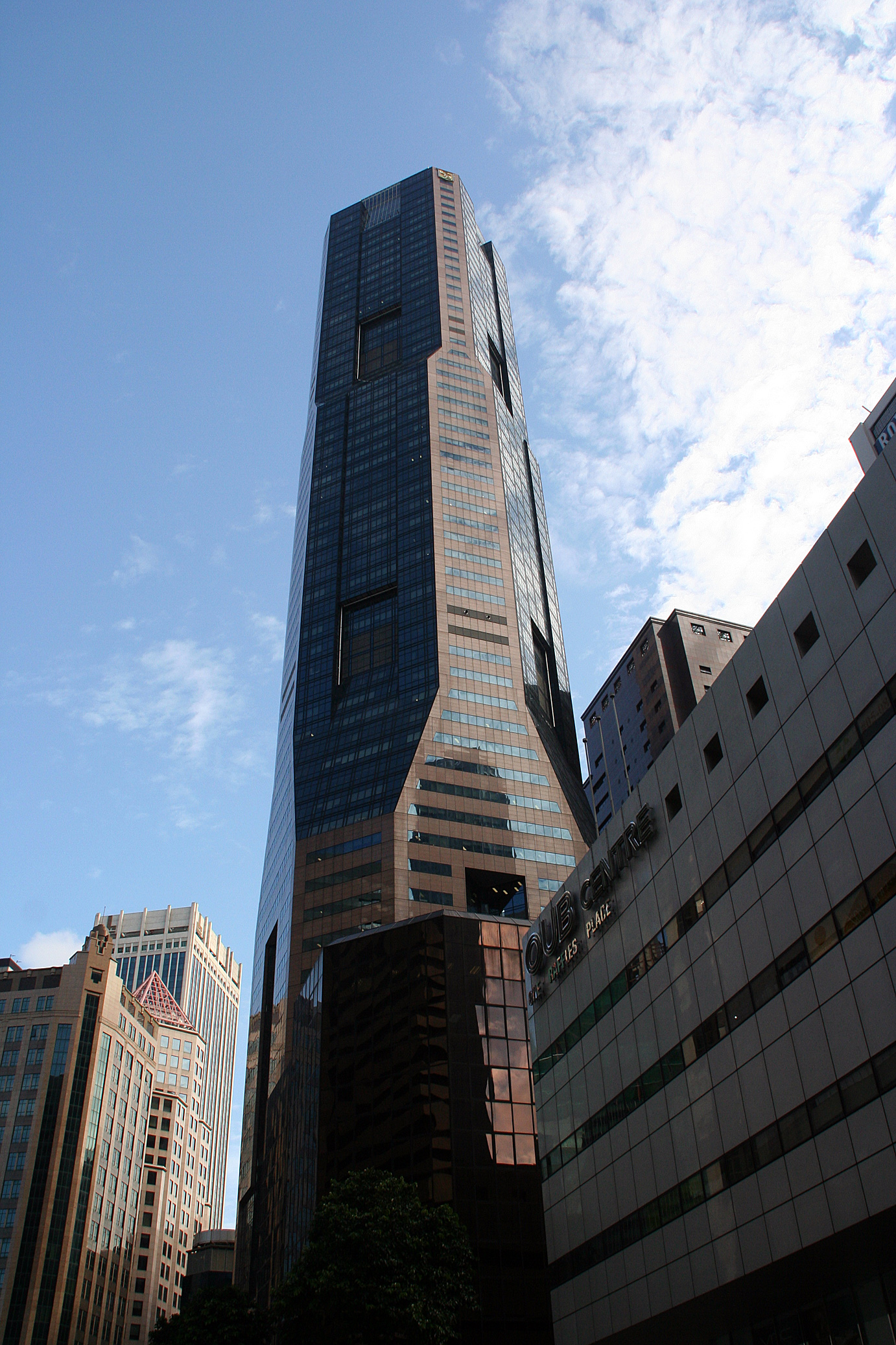
Торговельний центр Ріпаблік Плаза (Republic Plaza Сингапур, 1986 — 1995)
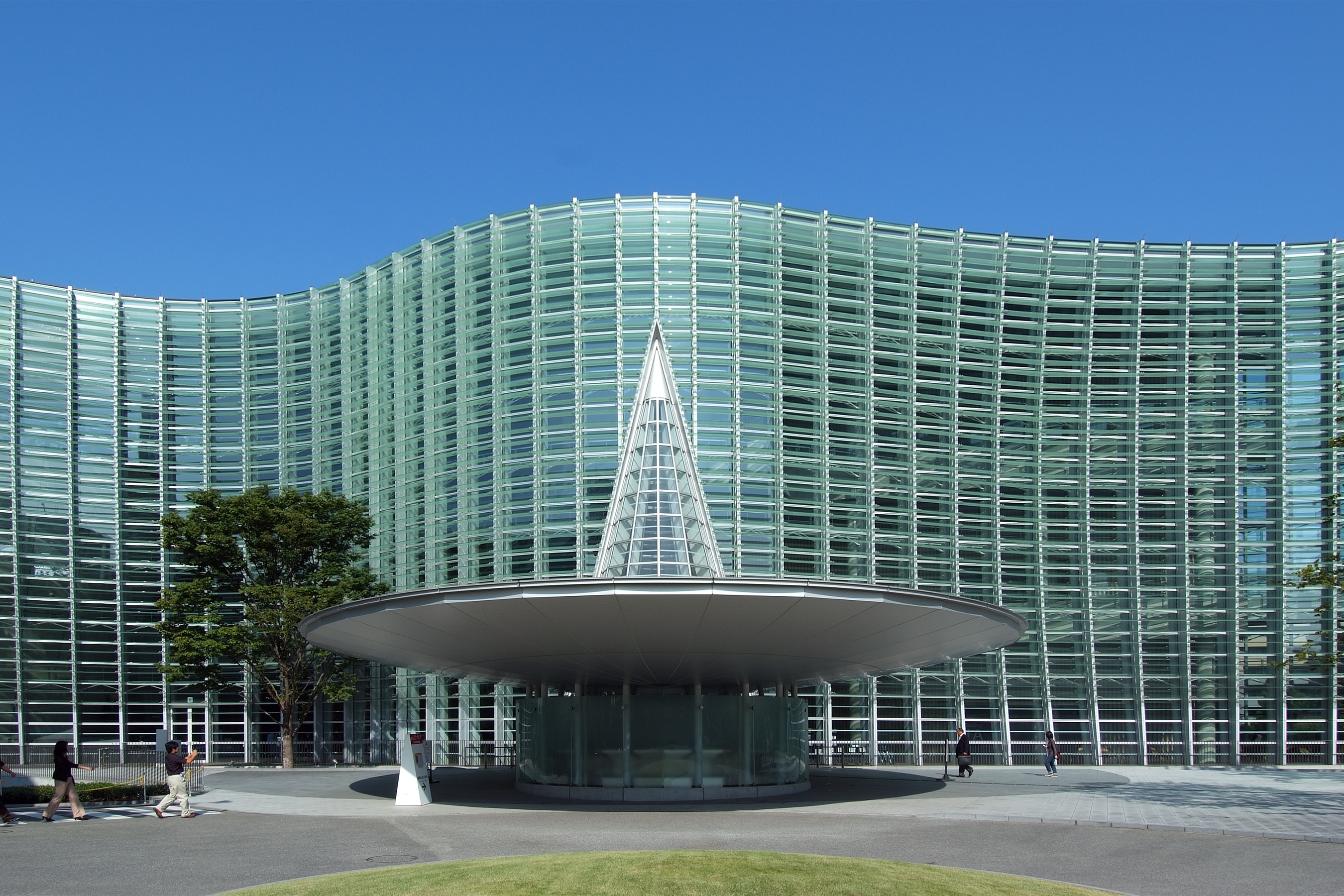
Національний центр мистецтва, Токіо
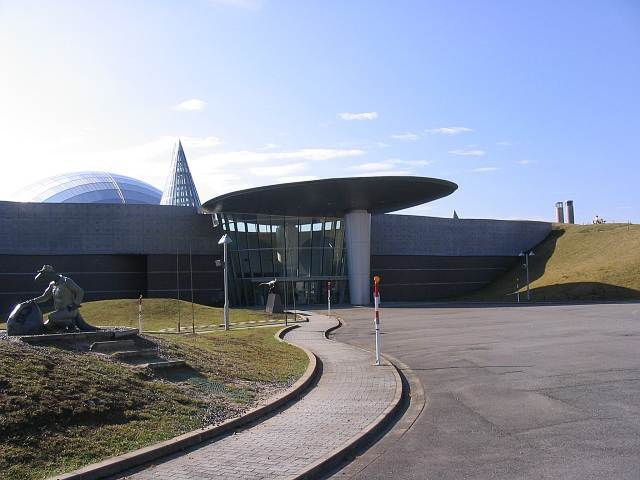
Музей динозаврів префектури Фукуй (Fukui Prefectural Dinosaur Museum 1996 — 2000)
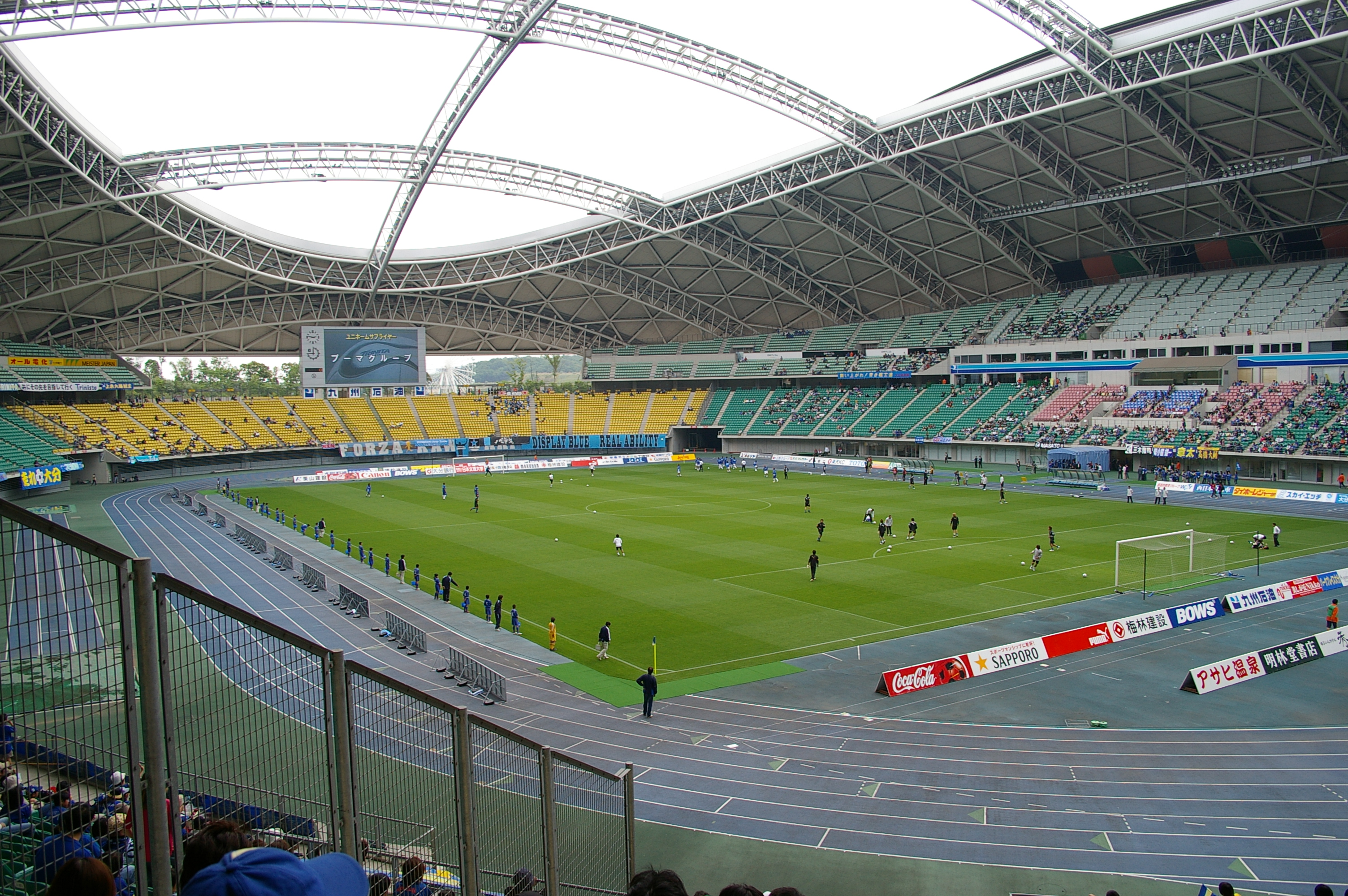
Стадіон Оіта
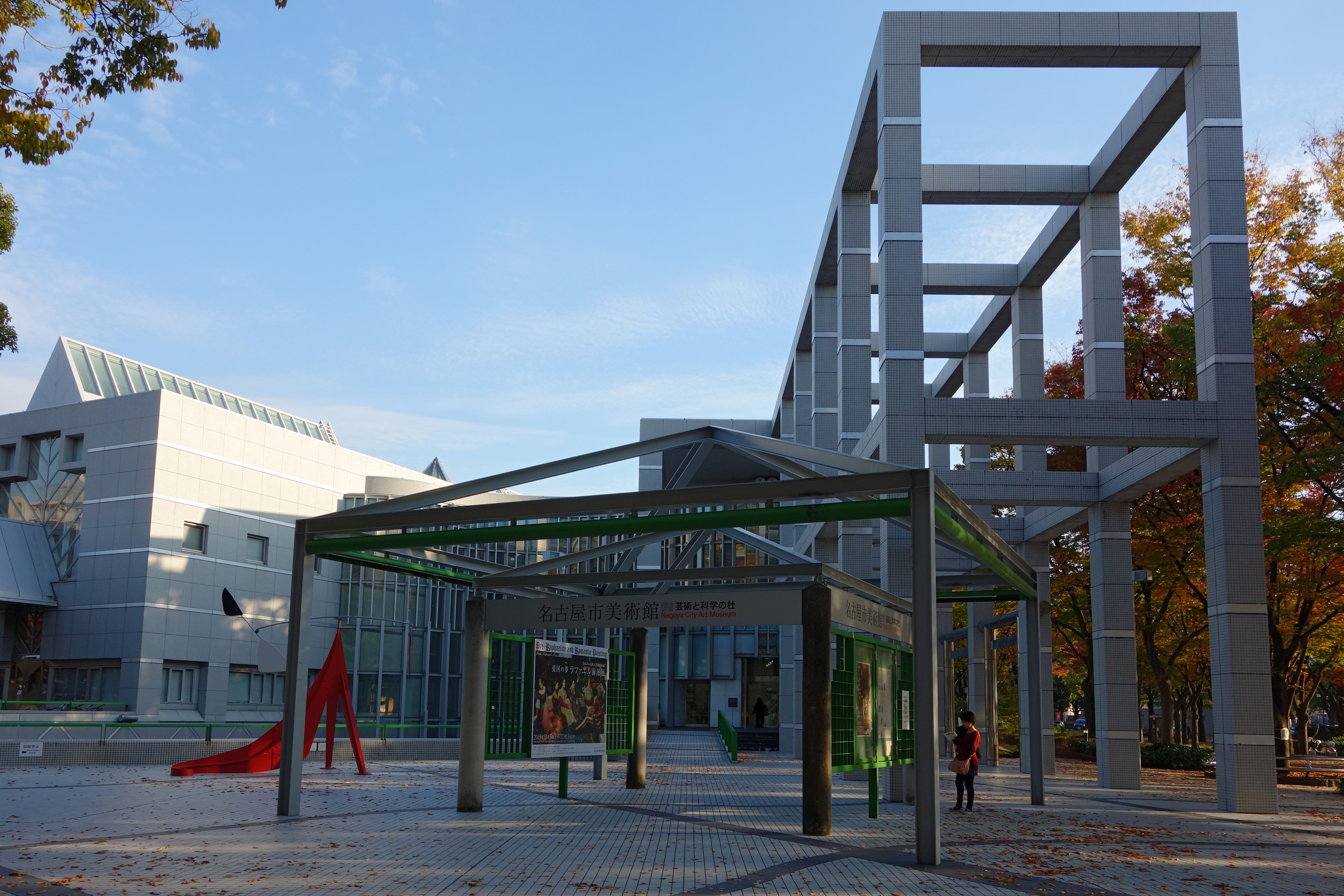
Нагоя. Вхід до Міського музею мистецтв (Entrance to the Nagoya City Art Museum)
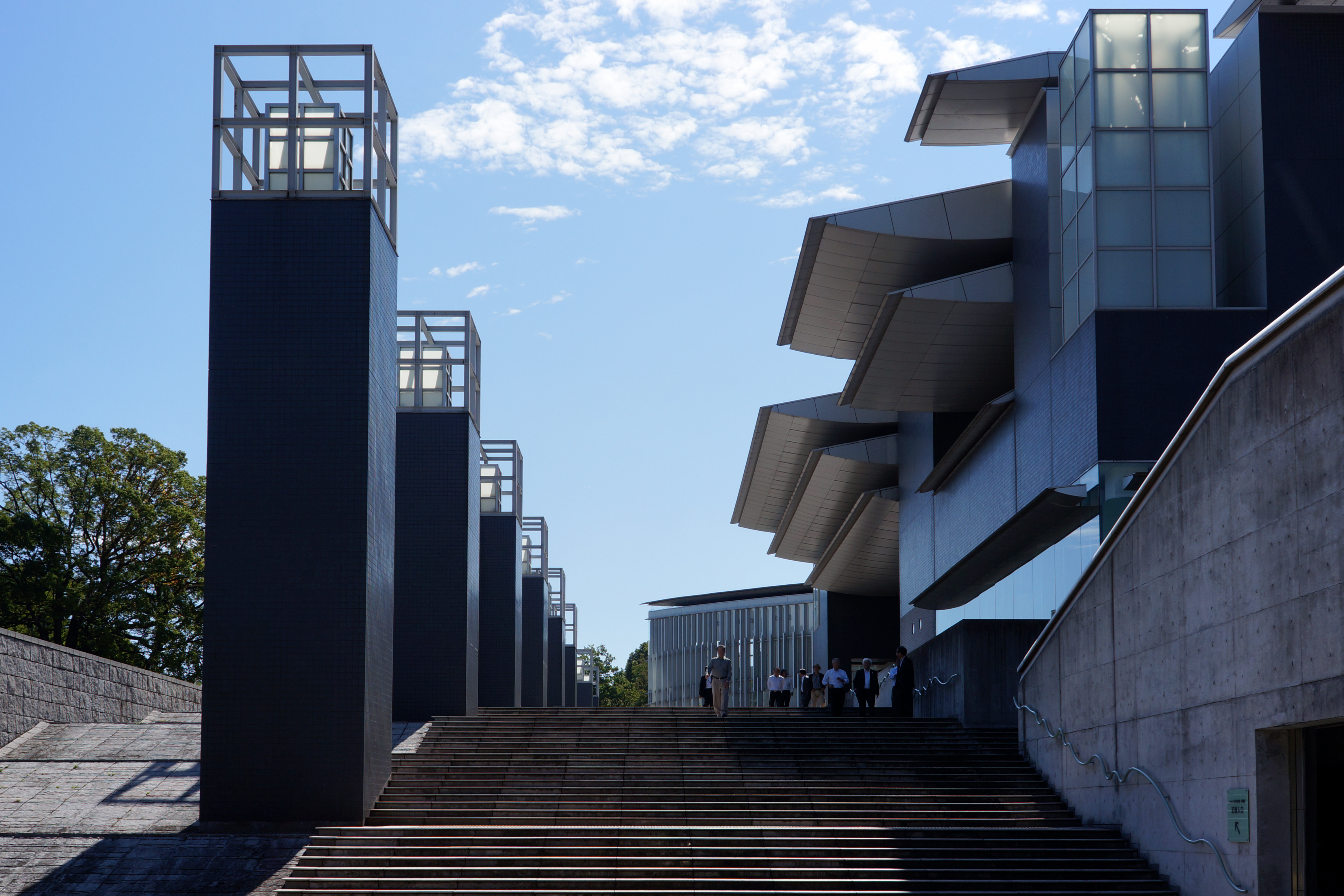
Вакайяма, Музей сучасного мистецтва (The Museum of Modern Art, Wakayama)
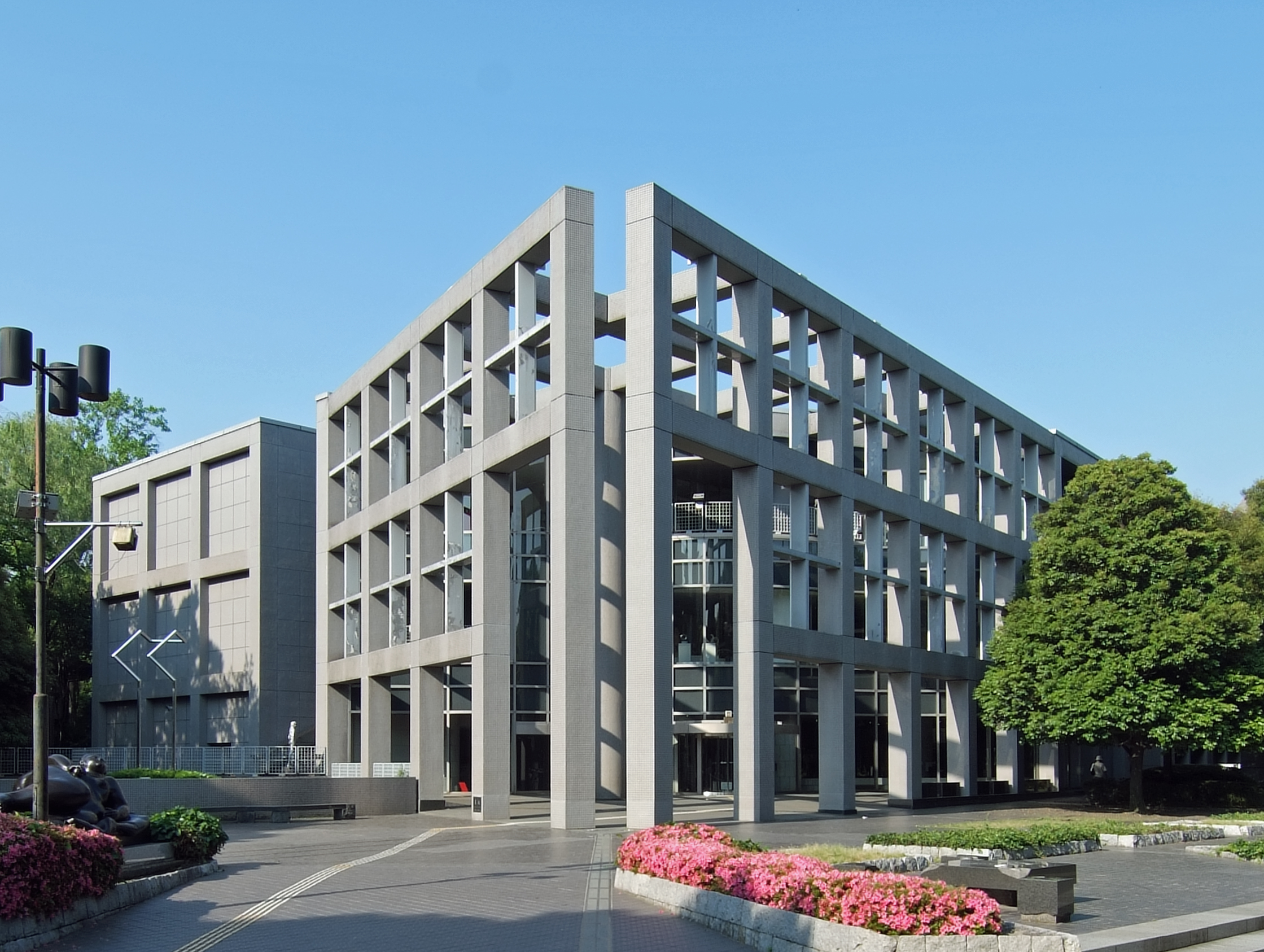
Музей сучасного мистецтва префектури Сайтама (Saitama Prefectural Museum of Modern Art)
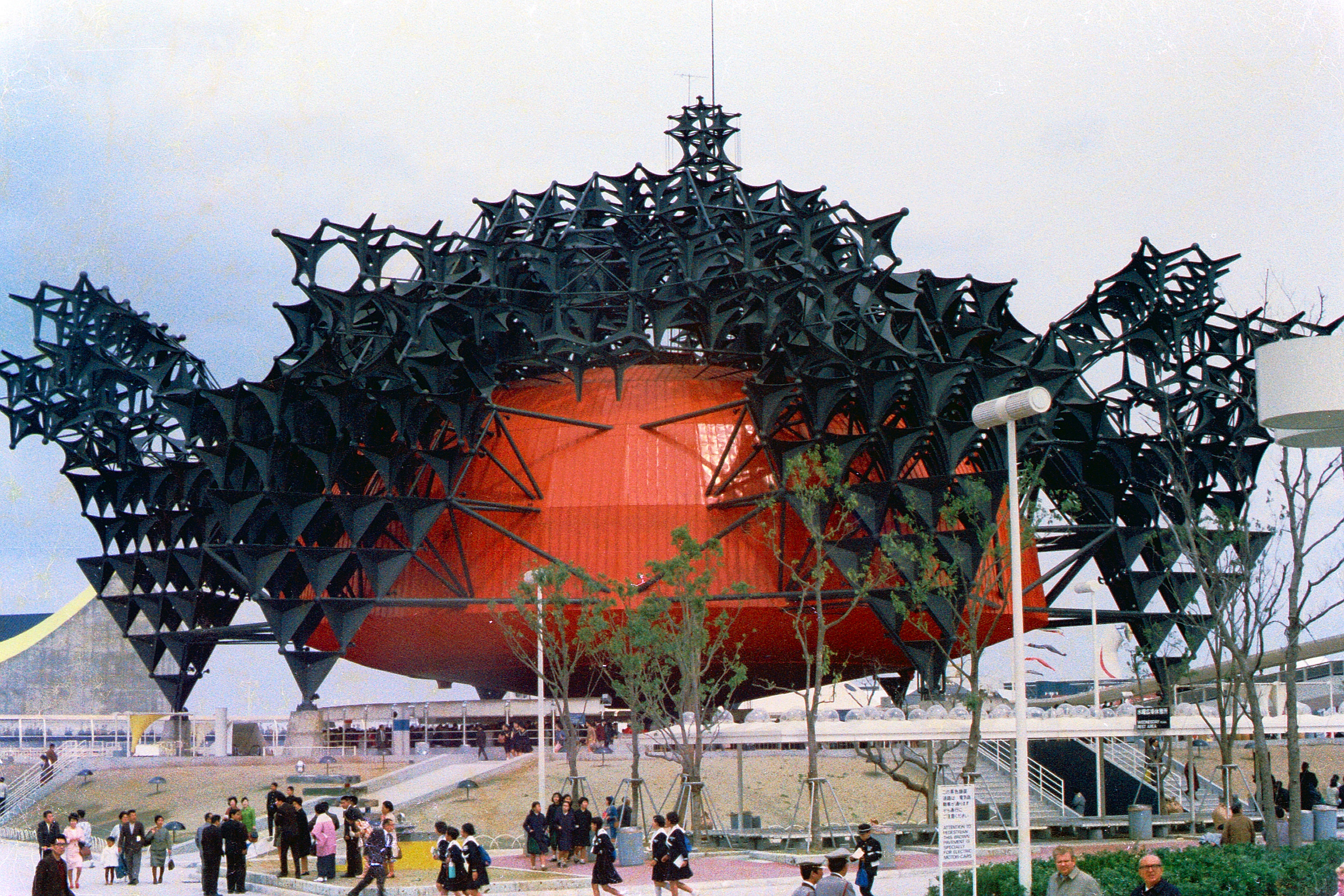
Павільйон Тошиба ІХІ (Toshiba-IHI Pavilion)
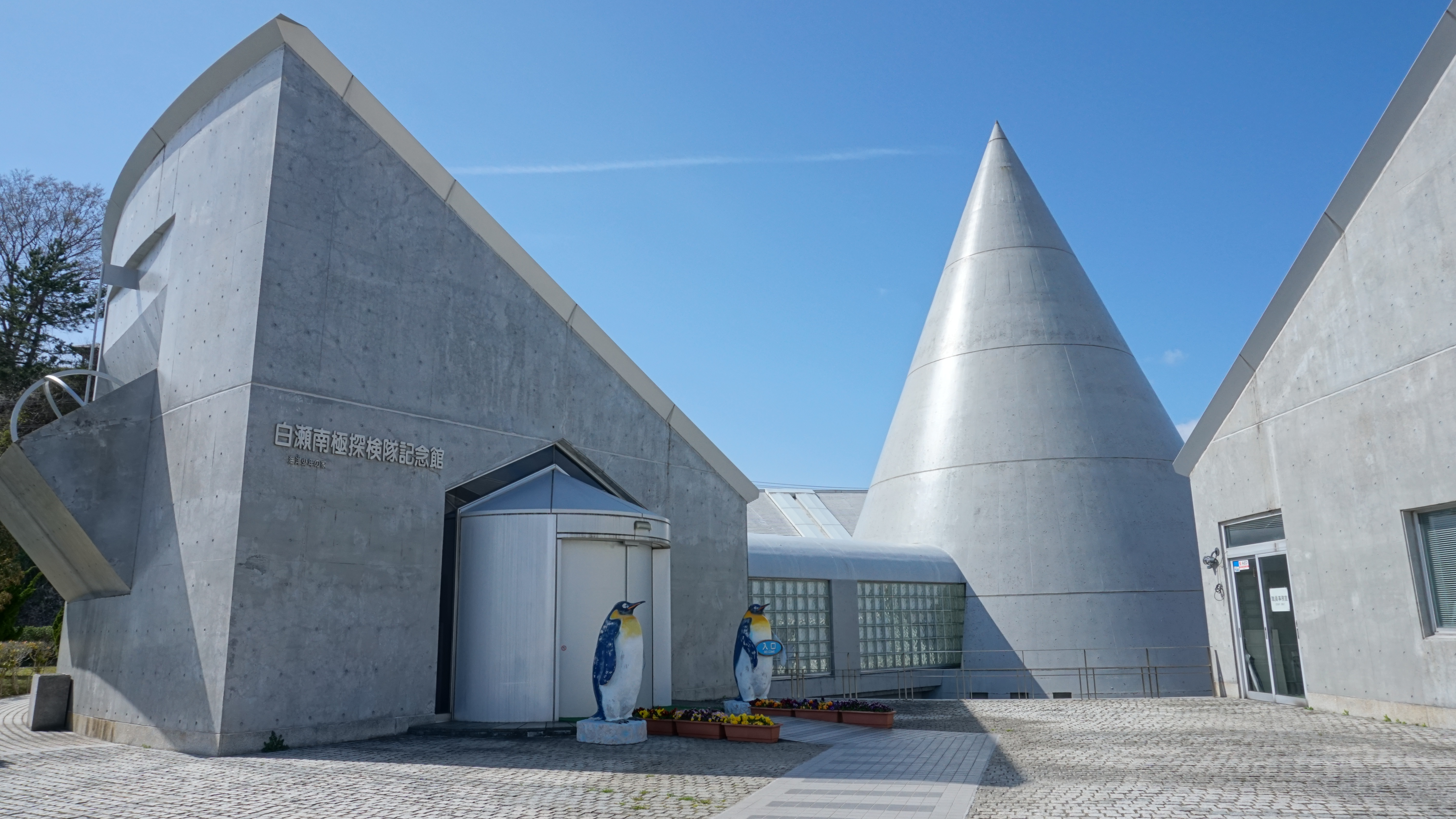
Shirase Antarctic Expedition Memorial Museum
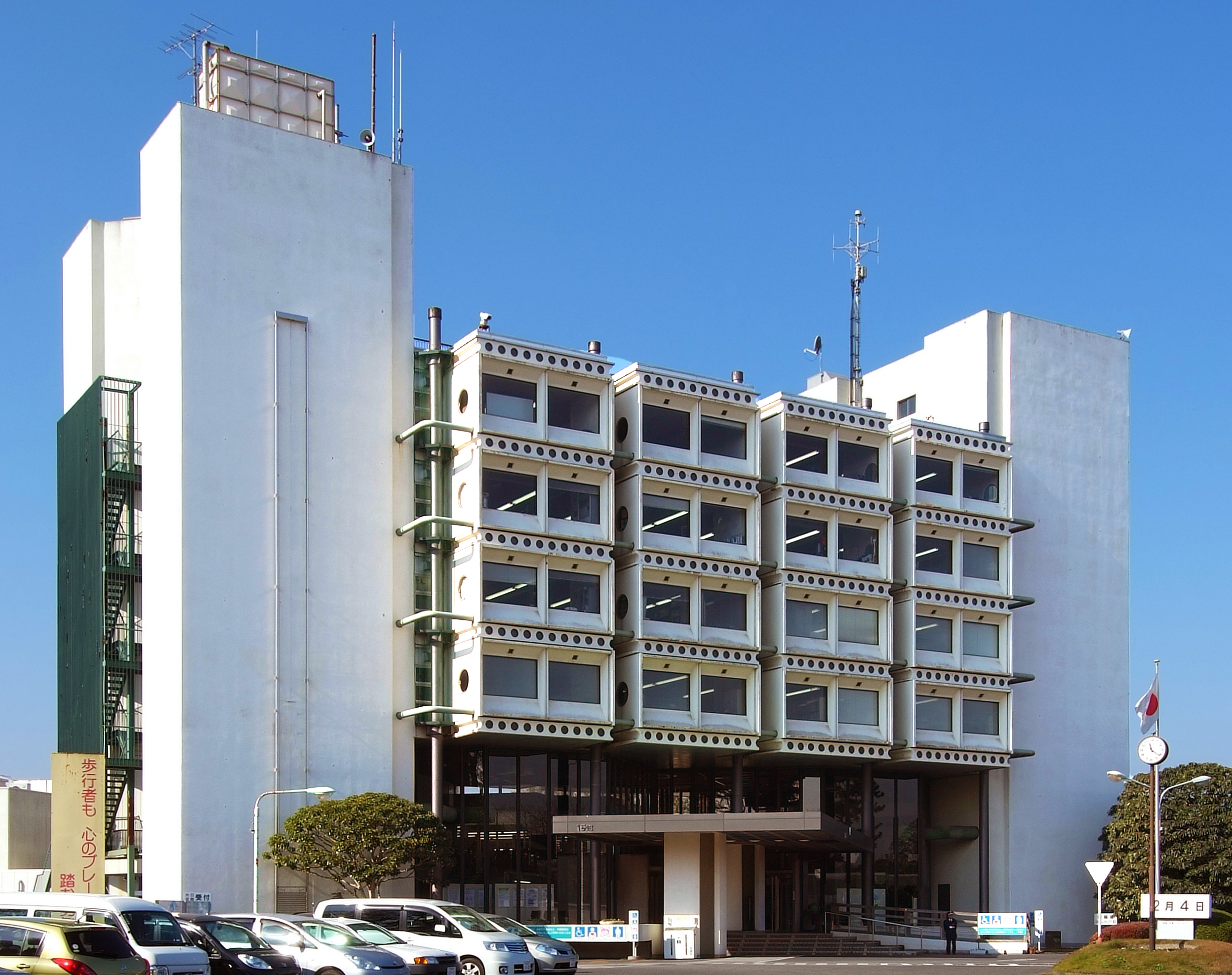
Офіс Сакура Сіті (Sakura City Office)
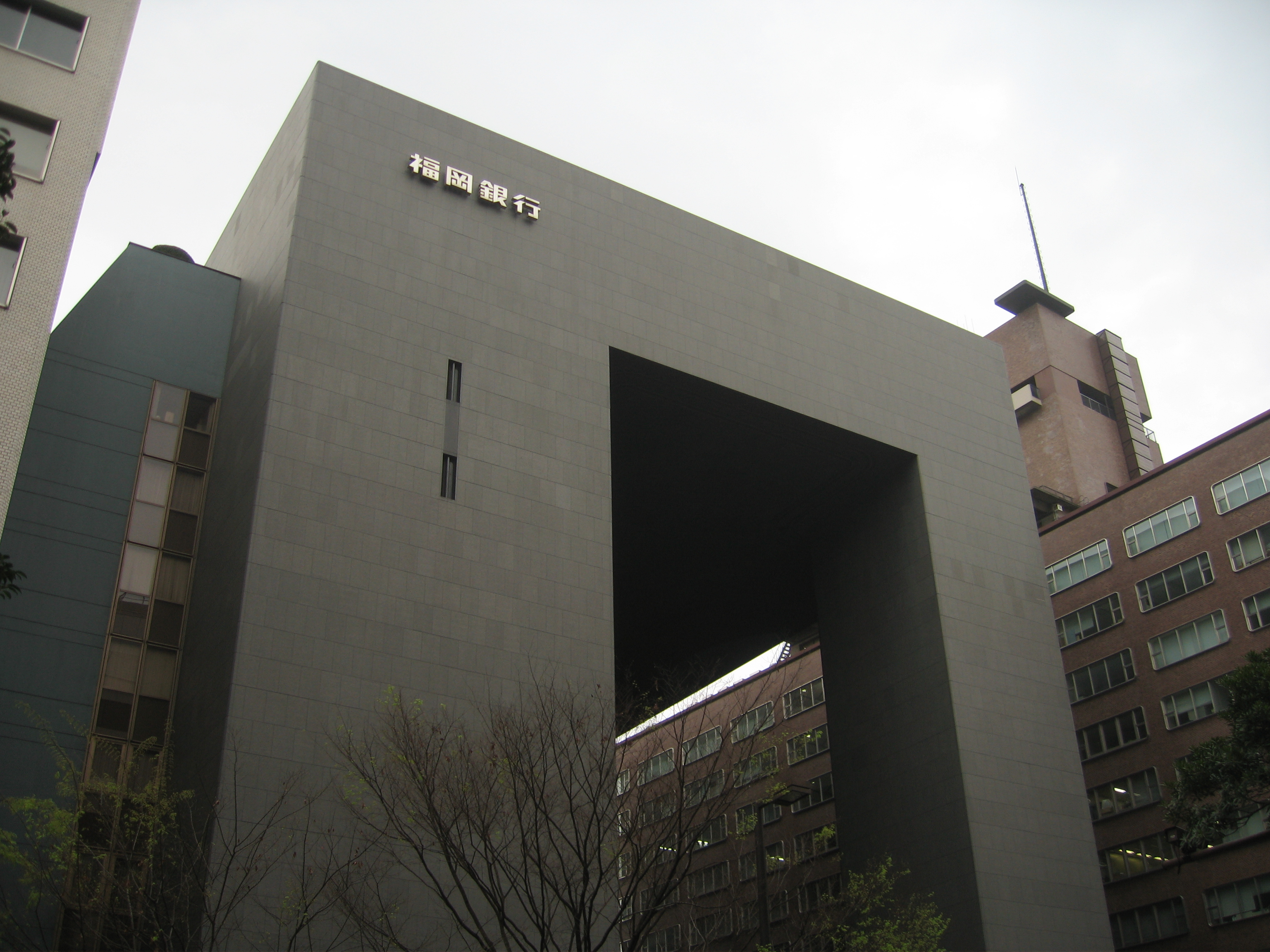
Банк Фукуока (Fukuoka Bank)
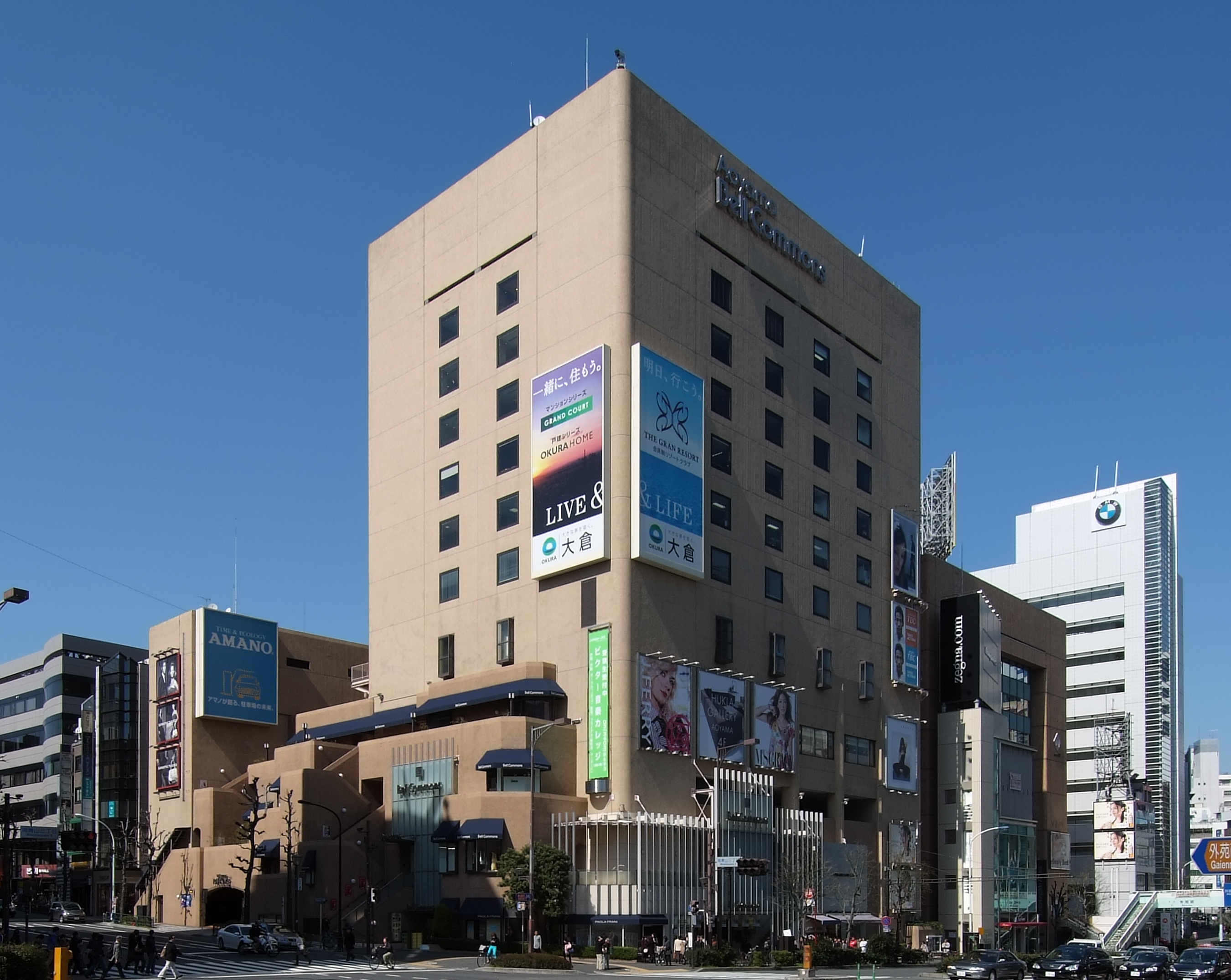
Aoyama Bell Commons 2009
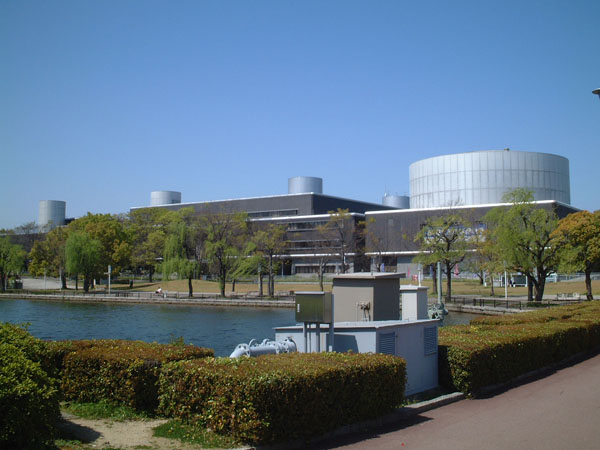
Національний музей етнології, Японія
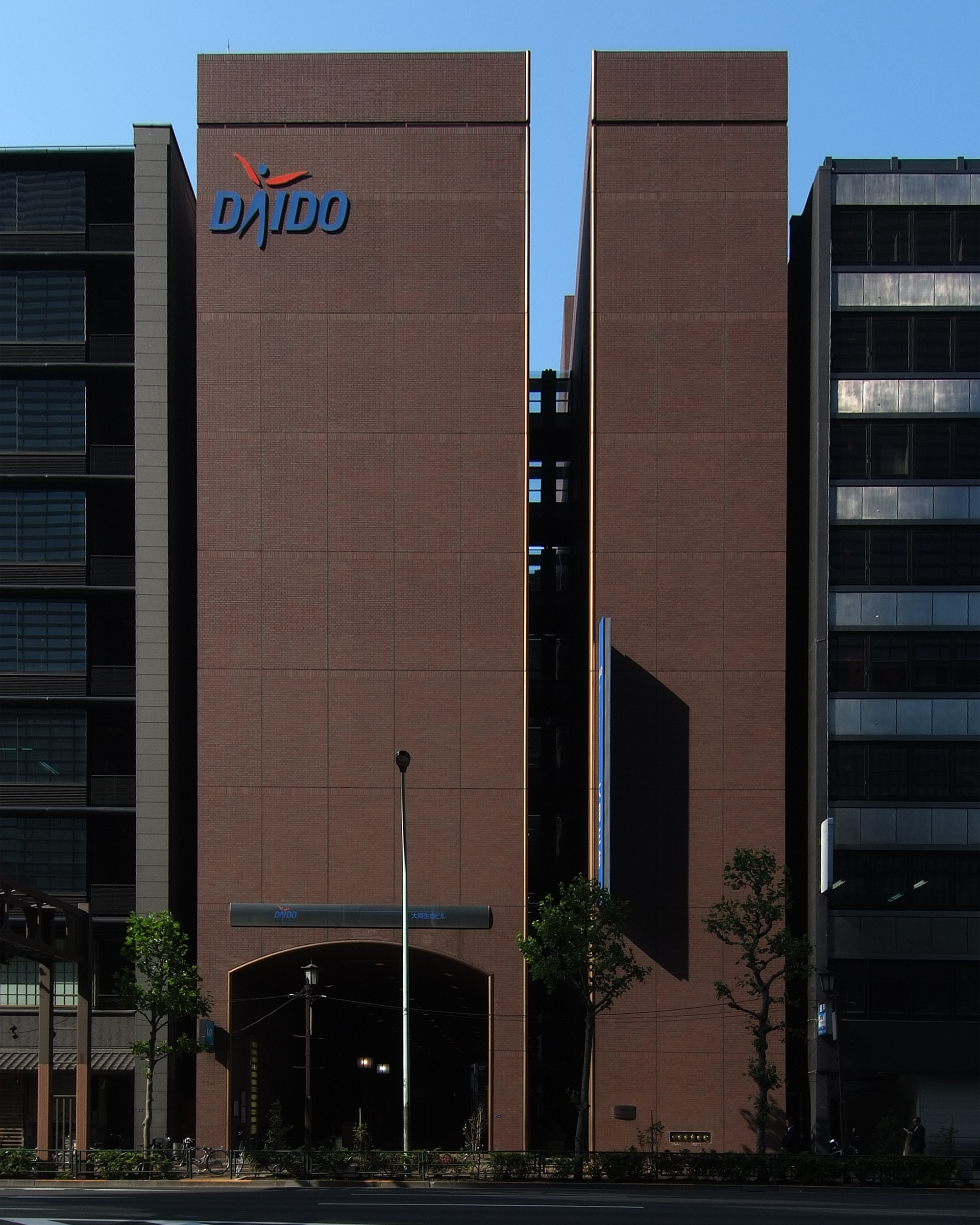
Daido Insurance Company Tokyo Building